# Ägg på sked

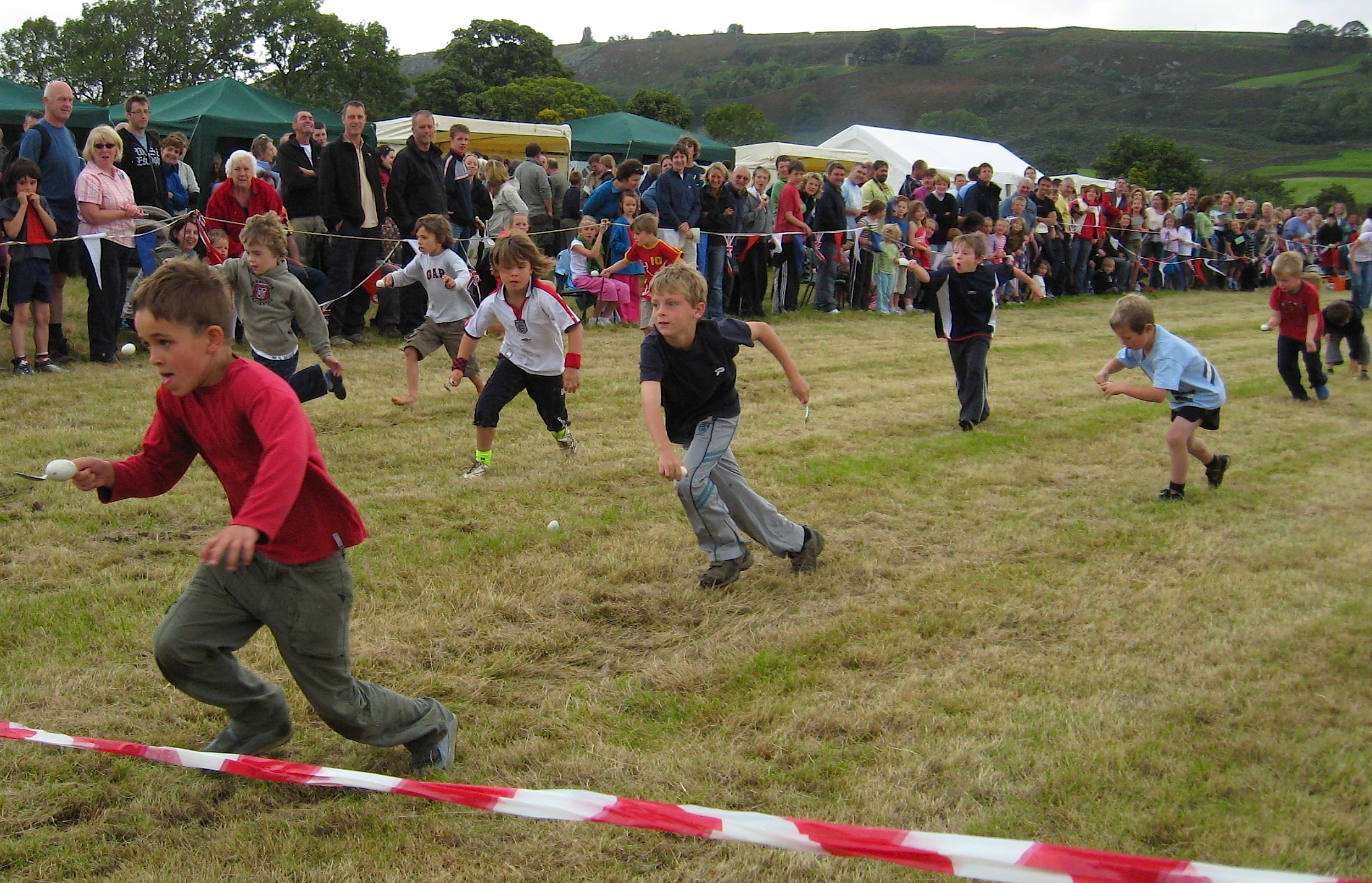
Ägg på sked-tävling för barn i England.

Ägg på sked, också kallad ägglöpning, är en tävlingslek för två eller flera deltagare som kan lekas till exempel i samband med påsk och midsommar eller som en gren i en lekfull mångkamp för barn och vuxna vid familjära eller offentliga tillställningar.
Leken går ut på att deltagarna ska balansera ett ägg på en sked längst en bana. Den som kommer först i mål utan att tappa sitt ägg vinner. Leken kan utföras i olika varianter beroende på hur svårt det ska vara. Äggen kan vara okokta eller kokta. Skeden kan hållas i handen (enklare) eller munnen (svårare). Banan kan vara rak (enklare) eller innehålla svängar (som slalom mellan koner, svårare). Eventuellt kan banan innefatta något hinder som deltagarna ska ta sig över eller under (svårt). Tävlingen kan vara individuell eller utföras i lag, som en stafett (äggstafett).
Leken brukar lekas utomhus på en gräsmatta. Detta av praktiska skäl, särskilt om okokta ägg används, eftersom det blir kladdigt om äggen tappas. Men den kan även lekas inomhus om man använder hårdkokta ägg eller till exempel plastägg eller pappägg istället för riktiga ägg.
En variant av leken är att använda en potatis i stället för ett ägg.
I England är leken känd sedan åtminstone 1890-talet, då den 1894 omnämndes i The Daily News.